# 普萊森特芒德鎮區 (伊利諾伊州邦德縣)
普萊森特芒德（英語：Pleasant Mound Township）是位於美國伊利諾伊州邦德縣的一個行政鎮區。

## 地方資料
根據2010年美國人口普查的數據，普萊森特芒德的面積為98.00平方千米，當中陸地面積為97.90平方千米，而水域面積為0.10平方千米。當地共有人口958人，而人口密度為每平方千米9.78人。